# Vepriai
Vepriai är en ort i Litauen. Den ligger i den centrala delen av landet, 70 km nordväst om huvudstaden Vilnius i Ukmergės rajono savivaldybė i Vilnius län. Orten ligger 75 meter över havet. Antalet invånare är 549.
Runt Vepriai är det ganska glesbefolkat, med 35 invånare per kvadratkilometer. Närmaste större samhälle är Ukmergė, 16,1 km nordost om Vepriai. Terrängen runt Vepriai är platt.växtligheten är i huvudsak blandskog. Trakten ingår i den hemiboreala klimatzonen. Årsmedeltemperaturen i trakten är 4 °C. Den varmaste månaden är juli, då medeltemperaturen är 19 °C, och den kallaste är februari, med −11 °C.